# شارل الأول، كونت فلاندرز
المطوب شارل الطيب (1084 - 2 مارس 1127)؛ هو كونت فلاندرز من 1119 حتى 1127.

## حياته
ولد شارل في الدنمارك هو الابن الوحيد مع ابنتين توأم لـ كانوت الرابع ملك الدنمارك (سان كانوت) وأديلا من فلاندرز الابنة الكبرى لـ روبرت الأول، كونت فلاندرز، والده كانوت اغتيل في كاتدرائية أودنسه في 1086، هربت والدته أديلا إلى فلاندرز وأخذت معها شارل، في حين تركت بناتها إنغبورغ وسيسيليا في الدنمارك، نشأ شارل في بلاط جده روبرت الأول وخاله روبرت الثاني، وفي 1092 تزوجت والدته من روجر بورسا، دوق أبوليا وذهبت للعيش معه في جنوب إيطاليا، في حين بقى شارل في فلاندرز.
شارل كان فارساً أثناء الحروب الصليبية من 1108 حتى 1110، على الرغم من دوره في الصراع إلا أنه يعتبر غير مؤكد، سافر شارل إلى الأراضي المقدسة في 1107 أو 1108 مع أسطول الإنجليزي والدنماركي والفلمنكي، هذا أسطول كان تحت قيادة غوينيمر دي بولوني، وعلى نحو مماثل عُرض عليه تاج مملكة بيت المقدس ولكنه رفض لأسباب غير معروفة.
في 1111 مع وفاة خاله روبرت الثاني أصبح ابنه بالدوين السابع الكونت التالي، وكان شارل مستشار مقرب لكونت الجديد، وبحلول 1118 قام بالدوين السابع بترتيب زواج لـ شارل من وريثة كونتية أميان مارغريت من كليرمون ابنة رينو الثاني، كونت كليرمون، أصيب بالدوين السابع بجروح خطيرة عندما كان يقاتل من أجل ملك فرنسا في سبتمبر 1118، وعين شارل خليفته قبل وفاته في 17 يوليو 1119.
في 1125 طرد شارل اليهود من فلاندرز، بحيث نسب إليهم تطلعهم في المجاعة الكبيرة التي أصابت أراضيه في هذا العام، خلال المجاعة وزع شارل الخبز على الفقراء، وأيضا اتخذ الإجراءات لمنع تخزين الحبوب وبيعها بأسعار مرتفعة بشكل مفرط، وبإيعاز من مستشاريه شرع أيضا في إجراءات في الحد من سلطة الأسرة إرمبالد المؤثرة بشكل كبير في هذا النشاط إلى وضع قنانة، ونتيجة لذلك كان الأب برتولف فيتزإرمبالد المدافع عن كاتدرائية سان دوناتين الكنيسة أكثر أهمية في بروج المدبر الرئيسي لاغتيال شارل ومستشاريه.
في صباح 2 مارس 1127، وأثناء ركوع شارل في الصلاة في كاتدرائية سان دوناتين، مجموعة الفرسان من عائلة إرمبالد دخلت الكنيسة وطعنته بالسيوف حتى الموت، وقد أدى القتل الوحشي للكونت على غضب جمهور بشكل واسع وكان ينظر إليه شعبياً كـ شهيد أو قديس، على الرغم من أنه لم يتم تطويبه رسمياً حتى 1882.
وقد ألقى القبض من قبل النبلاء الغاضبون والعامة من بروج وغنت الذين خططوا وشاركوا في قتل الكونت وتعرضوا للتعذيب حتى الموت، الملك لويس السادس من فرنسا الذي دعم الثورة ضد عائلة إرمبالد، واستخدم نفوذه لاختيار مرشحه ويليام كليتو باعتباره الكونت التالي.